# Have We Met
Have We Met  è il dodicesimo album in studio della band indie rock canadese Destroyer, pubblicato il 31 gennaio 2020 da Merge Records e Dead Oceans.
Have We Met è stato inizialmente concepito dal leader del gruppo Dan Bejar come un "album Y2K" con brani strumentali ispirati alla musica di Björk, Air e Massive Attack e trip hop degli anni '90. Il concetto è stato rapidamente scartato, con Bejar che in seguito ha spiegato in un'intervista con Stereogum, "Non era un suono che davvero evocava qualcosa a nessuno." Bejar caratterizza l'album come un "disco nato di isolamento "con il motivo di" un paio di individui rannicchiati intorno al bagliore della luce del computer." L'album presenta un ritorno al testo del flusso di coscienza di Bejar, precedentemente impiegato in Kaputt (2011).  Lo stile di registrazione dell'album segna un cambiamento rispetto all'approccio di registrazione orientato ai precedenti album della band Destroyer. Bejar ha registrato la voce per l'album di notte al tavolo della cucina, cantando in un microfono collegato al suo laptop con GarageBand.
"University Hill" è un riferimento alla University Endowment Lands, situata a ovest di Vancouver, dove Bejar visse quando era giovane.  Parlando con The Quietus, Bejar descrive il testo di Have We Met come "il più grottesco" rispetto a "tutti gli altri dischi dei Destroyer".
L'album è stato annunciato il 22 ottobre 2019 e Crimson Tide è stato pubblicato come primo singolo con un video musicale di accompagnamento diretto da David Galloway. Un tour in Nord America a sostegno dell'album è stato annunciato lo stesso giorno, a partire da febbraio 2020. It Just Doesn't Happen è stato pubblicato come secondo singolo dell'album il 19 novembre 2019, accompagnato da un video musicale con un motociclista in motoslitta che guida al buio. Cue Synthesizer è stato pubblicato come terzo singolo dell'album l'8 gennaio 2020, accompagnato da un video musicale diretto da David Ehrenreich.
Pitchfork ha classificato l'album alla 18ª posizione nella sua lista "The Best 50 albums of 2020"

## Tracce
1. Crimson Tide – 6:09
2. Kinda Dark – 3:25
3. It Just Doesn't Happen – 5:01
4. The Television Music Supervisor – 4:09
5. The Raven – 3:35
6. Cue Synthesizer – 3:55
7. University Hill – 3:39
8. Have We Met – 2:54
9. The Man in Black's Blues – 3:39
10. Foolssong – 5:45